# یاسوهیرو یاماکوشی
یاسوهیرو یاماکوشی (انگلیسی: Yasuhiro Yamakoshi؛ زادهٔ ۱۶ سپتامبر ۱۹۸۵) بازیکن فوتبال اهل ژاپن است.